# Auenheim (Werra-Suhl-Tal)
Auenheim ist ein Siedlungsteil von Auenheim-Rienau, einem Ortsteil der Stadt Werra-Suhl-Tal im Wartburgkreis in Thüringen.

## Lage
Auenheim befindet sich südöstlich von Berka an der Landesstraße 1022. Südöstlich liegt das Erdfallgebiet um Frauensee mit dem Übergang in die Thüringer Rhön und zum Thüringer Wald. Nachbarort ist Rienau. Die geographische Höhe des Ortes beträgt 231 m ü. NN.

## Geschichte
Am 20. Januar 772 nannte man Auenheim in einer Urkunde des Klosters Fulda. Im 13. Jahrhundert war Graf Burkhardt von der Brandenburg mit Gütern aus dem Ort von der Abtei aus Fulda belehnt worden. Er übergab Auenheim später an das Kloster Frauensee. Mit dem Amt Frauensee kam es nach der Reformation an die Landgrafschaft Hessen-Kassel und 1816 an das Großherzogtum Sachsen-Weimar-Eisenach.
Das Dorf war und ist landwirtschaftlich geprägt und gehörte ab 1950 zur Gemeinde Auenheim-Rienau, die 1974 nach Horschlitt, 1994 mit diesem nach Berka/Werra sowie 2019 mit diesem nach Werra-Suhl-Tal eingemeindet wurde.